# Peucedanum refractum
Peucedanum refractum är en flockblommig växtart som beskrevs av Dominique Villars och Spreng.. Peucedanum refractum ingår i släktet siljor, och familjen flockblommiga växter. Inga underarter finns listade i Catalogue of Life.